# Levko Glacier
Levko Glacier är en glaciär i Antarktis. Den ligger i Västantarktis. Inget land gör anspråk på området. Levko Glacier ligger 40 meter över havet.
Terrängen runt Levko Glacier är varierad. Levko Glacier ligger nere i en dal. Trakten är obefolkad. Det finns inga samhällen i närheten.